# Имитатор радиомаяка
Имитатор радиомаяка — лабораторное или переносное электронное устройство, имитирующее сигналы радиомаяка, предназначенное для проверки, настройки, калибровки бортовых систем радионавигации (в авиации, водном транспорте и т. д.).

## Устройство и работа
Имитатор для обслуживания угломерных систем представляет собой передатчик, модулируемый сигналами специальной формы, вырабатываемыми в низкочастотном блоке. Выход передатчика, как правило, связан с бортовым оборудованием с помощью кабеля, в отдельных случаях может применяться специальная антенна. Имитатор для обслуживания дальномерных систем, кроме передатчика и низкочастотного формирователя, включает в себя приёмник, для приёма запросных сигналов, дешифратор импульсных кодовых посылок запроса и устройство задержки, формирующее точно заданный временной интервал между запросными и ответными посылками.

## Примеры имитаторов (вавионике)
- ЛИМ-70, ЛИМ-95 — для систем посадки СП-50 и ILS и навигации VOR
- МИМ-70 — для систем посадки СП-50 и ILS и навигации VOR
- ПКД — для дальномерных систем
- ИРК-2, ИРК-3, ИРК-4 — для радиокомпасов

## Основные нормируемые характеристики
- Диапазон рабочих частот
- Погрешности по частоте приёма и передачи
- Чувствительность приёмника
- Выходная мощность передатчика
- Допустимые погрешности по угломерным параметрам
- Диапазон имитации дальности
- Допустимая погрешность имитации дальности